# ويلارد ماك
ويلارد ماك (بالإنجليزية: Willard Mack)‏ هو كاتب سيناريو وكاتب مسرحي ومخرج وممثل كندا وأمريكي، ولد في 18 سبتمبر 1873 في كندا، وتوفي في 18 نوفمبر 1934 في الولايات المتحدة.

## أعمال

### أفلام
- (1927) اليمامة

## وصلات خارجية
- ويلارد ماك على موقع IMDb (الإنجليزية)
- ويلارد ماك على موقع أول موفي (الإنجليزية)
- ويلارد ماك على موقع قاعدة بيانات برودواي على الإنترنت (الإنجليزية)
- ويلارد ماك على موقع قاعدة بيانات الأفلام السويدية (السويدية)
- ويلارد ماك على موقع قاعدة بيانات الفيلم (الإنجليزية)
- ويلارد ماك على موقع كينوبويسك (الروسية)
- ويلارد ماك على موقع كينوبويسك (الروسية)